# Vânju Mare
Vânju Mare er en lille by beliggende i distriktet Mehedinţi i Rumænien. Byen administrerer fire landsbyer: Bucura, Nicolae Bălcescu, Orevița Mare og Traian. Den ligger  i den historiske region Oltenien, og har 5.078 (2021) indbyggere. Vânju Mare ligger ca. 15 km øst for Donau, som her løber sydpå. Distriktets hovedstad Drobeta Turnu Severin ligger  omkring 30 km mod nordvest.